# Karl Haushofer
O general Karl Ernst Haushofer (Munique, 27 de Agosto de 1869 — Munique, 13 de Março de 1946) foi um geopolítico alemão. Muitas das suas ideias, passando pelo seu aluno Rudolf Heß, influenciaram o desenvolvimento das estratégias expansionistas de Adolf Hitler. Negou sempre, contudo, qualquer influência directa sobre o regime nazi.

## Biografia
Karl Haushofer pertencia a uma família de artistas e estudiosos. Seu pai, Max Haushofer, era professor de economia. Sua mãe chamava-se Adele Haushofer. Após completar os estudos secundários em Munique, almejou uma carreira académica. Porém, o serviço militar no exército da Baviera revelou-se tão interessante que acabou ficando por lá, trabalhando como instrutor na academia militar.
Em 1887, incorporou o primeiro regimento de artilharia de campo  "Prinzregent Luitpold" e completou a escola militar bávara, a academia de artilharia e a academia bávara de guerra. Em 1896, desposou Martha Mayer Doss.
Haushofer continuou a sua carreira como soldado profissional, servindo no exército da Alemanha imperial. Em 1903, começa a ensinar na academia bávara de guerra.
Em 1908, o exército enviou-o para Tóquio, para estudar o exército imperial japonês e para prestar aconselhamento como professor de artilharia. Esta missão alterou o curso da sua vida e marcou o início da sua paixão pelo oriente. Durante os quatro anos seguintes, viajou amiúde pelo extremo oriente, aprendendo Japonês, Coreano e Mandarim, para além das restantes línguas que já conhecia anteriormente, Russo, Francês e Inglês.
Karl Haushofer fora um estudante devoto de Schopenhauer e, durante a estadia no extremo oriente, começou a interessar-se pelos ensinamentos esotéricos orientais. Tornou-se suficientemente fluente para traduzir textos hindus e budistas, tornando-se uma autoridade em misticismo oriental. Alguns autores acreditam que foi o líder de uma comunidade secreta de iniciados, numa corrente do satanismo, através da qual procurou elevar a Alemanha a potência mundial, algo que o próprio negou.
Haushofer viajou pelo extremo oriente, aprendendo filosofia oriental e ideologias políticas. Vistou países como a Índia, o Tibete e o Japão. Interessou-se particularmente por uma tribo chamada ariana, há muito extinta, que se fixara entre o Irão e a Índia. Incutiu interesse a outros líderes nazis, como  Heinrich Himmler, nas ideologias japonesas. Himmler acabou por considerar as SS como a versão alemã dos samurais japoneses. Postula-se que Haushofer pode ter desenvolvido ideias de superioridade racial a partir dos sistemas de castas hindus, existentes na altura em que esteve na região.
Entre 1911 e 1913, Haushofer trabalhou na sua tese de doutoramento sobre o Japão, na Universidade de Munique, com o título: Dai Nihon, Betrachtungen über Groß-Japans Wehrkraft, Weltstellung und Zukunft. Na altura da primeira guerra mundial, alcançara já o posto de general e comandava uma brigada na frente ocidental. Ficou destroçado com a derrota da Alemanha, aposentando-se em 1919.
Haushofer, tal como outros alemães proeminentes, atribuiu a derrota à traição dos comunistas e dos judeus. Nesta altura, tornou-se amigo de Rudolf Hess.
Haushofer entrou na academia com o objectivo de restaurar e regenerar a Alemanha. Acreditava que a falta de conhecimento geográfico e geopolítico dos alemães fora uma causa importante da derrota. Os campos da ciência política e da geografia tornaram-se a suas áreas de especialização. Com 45 anos de idade, recebeu o seu doutoramento em geografia política.
Durante as suas múltiplas visitas ao Japão, Haushofer conheceu diversos políticos japoneses, abrindo canais diplomáticos informais, que colheriam frutos mais tarde. Quando Adolf Hitler ascendeu ao poder em 1933, o professor Haushofer tornou-se uma peça importante no desenvolvimento de uma aliança com o Japão. A maior parte das reuniões entre oficiais japoneses de alta patente e líderes nazis teve lugar na casa de Haushofer, perto de Munique. Via o Japão como a nação irmã da Alemanha. Adolf Hitler e Rudolf Hess usaram os contactos internacionais de Haushofer para legitimar as filosofias e ideologias nazistas.
O filho de Haushofer, Albrecht (1903-1945),  indiciado por participar na conspiração para matar Hitler em 20 de Julho de 1944, foi morto pelos nazis numa prisão de Berlim.
Haushofer foi interrogado pelo Padre Edmund Walsh, em nome das forças aliadas, para determinar se deveria ou não comparecer perante o tribunal de Nuremberga, por crimes de guerra. No entanto, o Padre declarou-o como não tendo cometido tais crimes. A 13 de Março de 1946, suicidou-se com a sua mulher. Ela tomou veneno, enquanto ele o fez à maneira tradicional do Japão.

## Obras
- Dai Nihon (O grande Japão, 1913)
- Geopolitik des Pazifischen Ozeans (Geopolítica do Oceano Pacífico, 1925)
- Grenzen in ihrer geographischen und politischen Bedeutung (As fronteiras e seu significado geográfico e político, 1927)
- Japans Werdegang als Weltmacht und Empire (O desenvolvimento do Japão como potência mundial e imperial, 1933)
- Der nationalsozialistiche Gedanke in der Welt (O pensamento nacional-socialista no mundo, 1934)
- Deutsche Kulturpolitik im Indopazifischen Raum (A política cultural alemã no espaço indo-pacífico, 1939)